# 這片天空下
《這片天空下》（日语：みんな空の下）為日本歌手絢香於2009年7月8日發行的單曲。

## 解說
- 與前作相隔約2個月半的單曲，為治療甲狀腺機能亢進休養前的最後單曲。
- 活動休止前，最後的音樂活動為NHK「第60回NHK紅白歌合戰」。

## 曲目
1. 這片天空下（みんな空の下）
作詞・作曲：絢香 / 編曲：松浦晃久
  - 花王「ASIENCE」廣告曲。
2. 謝謝。（ありがとう。）
作詞・作曲：絢香 / 編曲：亀田誠治
3. 為愛而夢 <2009/4/22 日本武道館 Live ver.>
作詞・作曲：絢香 / 編曲：本間律子（日语：本間律子）
4. 這片天空下 (Instrumental)
5. 謝謝。 (Instrumental)

## 收錄專輯
- ayaka's History 2006-2009（#1（Disc1・Disc2（Piano ver.））、#2（Disc2）、#3（Disc1・普通音源））